# 棒錘樹屬
棒錘樹屬（学名：Pachypodium）是非洲特有的一屬肉質植物。它們屬於夾竹桃科。

## 特徵
棒錘樹屬都是肉質植物，有塊莖及有刺的。它們不會像其他夾竹桃科般分泌奶白色的樹脂。它們的氣孔很明顯。

### 形態
棒錘樹屬的形態就算是在種內或種與種之間都有很大分別，主要是為適應其生長環境。它們的形態具有高度的靈活性，可以是從基座或冠部分枝出來。其形態主要分為：
- 扁平短小的物種，高度少於8厘米，但直徑可達40厘米。
- 壺狀或卵狀的灌木，高4米。
- 有分枝或沒有分枝，像仙人掌或雪茄的樹，高5米。

### 塊莖
棒錘樹屬的樹幹及分枝都是特厚的，內中的組織會儲水，以渡過乾旱的季節。塊莖及分枝中也有進行光合作用的表面組織，以在乾旱時葉子掉落後仍有養份。
一些棒錘樹屬的塊莖是在地下生長的。這種塊莖並非根，因漲大的部份明顯是在根之上。

### 有刺
棒錘樹屬有刺，作用是在霧中及露時收集水份。它們的刺向四方八面伸出，成對的或是三條一組，在樹幹上以環狀排列，可以將凝結的水份滴下土壤。下降的濕度馬上飽和土壤。它們亦會有地面根來幫助吸收水份。
刺會與葉子一同長出，只須很短的時間就完全長成。當刺被剝走後，它們不會再長出新刺，故一些較年長的標本都是表面光滑的。

## 分類

### 歷史
棒錘樹屬最初被受爭論是否應包含在Echites屬中。最初是於1830年由約翰·林德利（John Lindley）將它們描述為一獨立的屬。後來爭論的焦點就放在南部非洲的獨有物種的命名，但於1892年一個馬達加斯加的物種被確認為棒錘樹屬的物種，物種形成的程度就轉而落到馬達加斯加上。1907年描繪棒錘樹屬的圖畫中就有17個物種，其中10個是來自馬達加斯加，7個來自南部非洲。

### 物種
棒錘樹屬現時已知有25個物種，其中20種在馬達加斯加，因孤立的環境而變得而非常特別。物種的數量不斷增加，例如新加入的魔界玉。在馬達加斯加可能仍存在一些未確認的棒錘樹屬物種。
本属包括以下物种：
- 安博棒錘樹 Pachypodium ambongense
- 巴洛尼棒錘樹 Pachypodium baronii
- 雙色瓶幹 Pachypodium bicolor
- 雙刺瓶幹 Pachypodium bispinosum (L.fil.) A.DC., 1844，基异名：Echites bispinosa L.fil.
- 惠比須笑 Pachypodium brevicaule Baker, 1887
- 常綠瓶幹 Pachypodium cactipes K.Schum., 1895
- 迪氏棒錘樹 Pachypodium decaryi Poiss., 1917
- 密花棒錘樹 Pachypodium densiflorum
- 一本尼 Pachypodium eburneum
- 亞阿相界 Pachypodium geayi
- 象牙宮]] Pachypodium gracilius
- 筒蝶青 Pachypodium horombense
- 依羅棒槌 Pachypodium inopinatum
- 非洲霸王樹 Pachypodium lamerei
- 萊利棒槌 Pachypodium lealii
- 魔界玉 Pachypodium makayense
- 梅里迪棒槌 Pachypodium meridionale
- 曼博棒槌 Pachypodium menabeum
- 光堂 Pachypodium namaquanum
- 羅斯拉 Pachypodium rosulatum
- 鬼金棒 Pachypodium rutenbergianum
- 白馬城 Pachypodium saundersii
- 蘇菲瓶幹 Pachypodium sofiense
- 天馬空 Pachypodium succulentum
- 溫莎瓶幹 Pachypodium windsorii

### 親緣關係
在狭义夾竹桃科內共有3個严格意义上的肉質植物的屬，包括天寶花屬、棒錘樹屬及緬梔屬（一说飘香藤属也具有多肉植物）。一般相信頭兩屬彼此互為近親，但研究卻發現它們並不如想像般親近，而是各自屬於不同的族內。

## 分佈
棒錘樹屬原產於馬達加斯加及南部非洲，包括安哥拉、波札那、莫桑比克、納米比亞、南非、史瓦濟蘭及辛巴威。

## 生長地

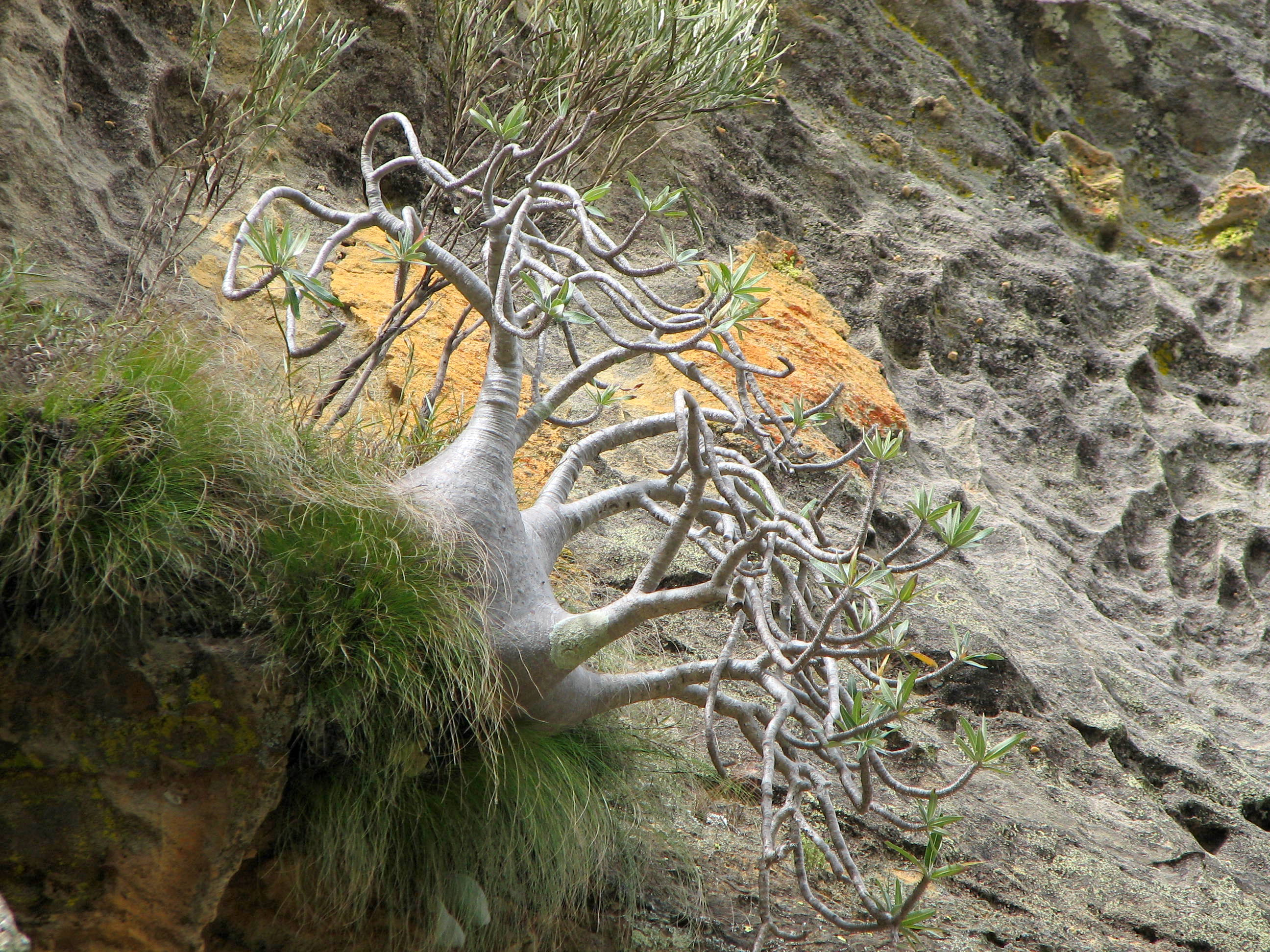
在馬達加斯加生長的象牙宫。

棒錘樹屬生長在海平面至海拔1600米（南部非洲）或1900米之間（馬達加斯加）。於大陸中，它們可以抵受-10℃至45℃；在馬達加斯加，它們則可以抵受-6℃至40℃。它們所生長的環境降水程度差異很大，每年由75-1985毫米不等，而所生長的地區都會有5-10個月的乾旱季節。
棒錘樹屬所生長的基床也各有不同：一些只能在某一種基床生長，而另一些則可以在多種基床生長。它們適應基床的程度似乎是確定其環境的特別化程度。在露頭、陡坡及島山，它們要承受大斷變更的濕度、強風及極端的溫度，只有特別適應性的棒錘樹屬能夠生長。在裂縫生長的棒錘樹屬的根部並非肉質，可以穿透至土壤、礦物質、水份及腐植質，而且很少有蒸騰作用。另外，在沙質基床生長的棒錘樹屬，一般都會接近海邊生長，以吸收沙底的水份。故此，基床對它們的生長有著重要的角色。

## 保育狀況
棒錘樹屬受到過份採集及環境破壞的威脅。它們現正被《瀕危野生動植物種國際貿易公約》的保護，禁止在其原產地的採集，進口及貿易亦都受到限制。目前它們未有滅絕的可能性，存有的種子及栽培種能確保它們的生存。